# 토비아스 산틀만
토비아스 산틀만(Tobias Santelmann, 1980년 8월 8일 ~ )은 노르웨이의 배우이다.
프라이부르크에서 태어났다.

## 방송
- 라스트 킹덤

## 영화
- 아웃 스틸링 호시즈 (2019년)
- 콩고: 살인자의 이야기 (2018년) - 몰란드 역
- 라스트 킹덤 (2015년)
- 포인트 브레이크 (2015년) - 차우더 역
- 브라더 (2014년)
- 사라짐의 순서: 지옥행 제설차 (2014년) - 핀 역
- 허큘리스 (2014년) - 레소스 역
- 체이싱 더 윈드 (2013년)
- 아이 앰 유어스 (2013년)
- 콘티키: 위대한 항해 (2012년)